# Liste der Naturschutzgebiete in der Stadt Brandenburg an der Havel
In der brandenburgischen Stadt Brandenburg an der Havel gibt es sieben Naturschutzgebiete (Stand Februar 2017).
| Name des Gebietes        | Bild           | Kennung | WDPA   | Landkreis / Stadt              | Beschreibung / Bemerkungen | Standort | Fläche in Hektar | Datum der Verordnung |
| ------------------------ | -------------- | ------- | ------ | ------------------------------ | -------------------------- | -------- | ---------------- | -------------------- |
| Bruchwald Roßdunk        |                | 1182    | 162584 | Stadt Brandenburg an der Havel |                            | Position | 96,54            | 27.02.1996           |
| Buhnenwerder-Wusterau    | weitere Bilder | 1478    | 318263 | Stadt Brandenburg an der Havel |                            | Position | 191,86           | 12.03.2003           |
| Gränert                  |                | 1406    | 318457 | Stadt Brandenburg an der Havel |                            | Position | 467,28           | 20.02.1998           |
| Große Freiheit bei Plaue |                | 1477    | 318464 | Stadt Brandenburg an der Havel |                            | Position | 78,22            | 28.02.2003           |
| Mittlere Havel           |                | 1165    | 318792 | Stadt Brandenburg an der Havel |                            | Position | 795,68           | 12.03.2003           |
| Möweninsel Buhnenwerder  | weitere Bilder | 1148    | 164702 | Stadt Brandenburg an der Havel |                            | Position | 7,75             | 18.03.1949           |
| Stadthavel               | weitere Bilder | 1407    | 319133 | Stadt Brandenburg an der Havel |                            | Position | 249,08           | 28.02.2003           |